# (3229) Solnhofen
(3229) Solnhofen (A916 PC) – planetoida z pasa głównego asteroid okrążająca Słońce w ciągu 3,52 lat w średniej odległości 2,31 au. Odkryta 9 sierpnia 1916 roku.